# Patrick Allemand
 (décembre 2016).
Si vous disposez d'ouvrages ou d'articles de référence ou si vous connaissez des sites web de qualité traitant du thème abordé ici, merci de compléter l'article en donnant les références utiles à sa vérifiabilité et en les liant à la section « Notes et références ».
Pour les articles homonymes, voir Allemand (homonymie).
Patrick Allemand, né le 22 octobre 1960 à Nice, est un homme politique français, membre du Parti socialiste.
Il est premier vice-président du conseil régional de Provence-Alpes-Côte d'Azur de 1998 à 2015 et conseiller municipal de Nice de 2008 à 2020. Il est un opposant de Christian Estrosi au conseil municipal, et se présente à trois reprises contre ce dernier lors des élections municipales de 2008, de  2014 et de 2020.

## Biographie
Patrick Allemand adhère au Parti socialiste en 1982. Formé à l'école des rocardiens, il était avec Manuel Valls un des animateurs des clubs Forum. Après le retrait de la politique de Michel Rocard, il choisira Jospin en 1997, avant de devenir un proche de François Hollande, dont il sera le mandataire pour les Alpes-Maritimes en 2012.
Il est élu pour la première fois conseiller régional de la région Provence-Alpes-Côte d'Azur (PACA) en 1992. Il exerce les fonctions de premier vice-président du conseil régional de Provence-Alpes-Côte d'Azur en 1998, chargé du tourisme jusqu'en 2004, puis chargé du développement économique de 2004 à 2010, et de l'Europe et des relations internationales de 2010 à 2015. Spécialisé dans l'économie et l'international, Patrick Allemand, préside le conseil de direction de PACA Investissement et l'Agence Régionale d'Innovation et d'Internationalisation des entreprises[réf. nécessaire].
Candidat aux élections législatives dans la première circonscription des Alpes-Maritimes, il est éliminé dès le premier tour en élections législatives françaises de 1997 avec 19,78 % des voix. Il se qualifie pour le second tour en 2002 et 2007, battu par Jérôme Rivière puis Éric Ciotti. Il se présente à nouveau en 2012 : au premier tour, il se classe deuxième avec 28,68 % des voix derrière Éric Ciotti (43,89 %), avant d'être battu au second tour.
En mars 1998, Patrick Allemand est élu conseiller général des Alpes-Maritimes dans le canton de Nice-12. Réélu en 2004, il démissionne en avril 2009 pour se conformer aux règles sur la limitation du cumul des mandats. À la suite de sa démission, une élection partielle est organisée, et est remportée par l'UMP. 
Il est le premier secrétaire de la fédération du Parti socialiste des Alpes-Maritimes à partir de 2000 ; il est réélu à cinq reprises, la dernière fois en novembre 2012. Le 17 novembre 2014, il présente sa démission à l'ensemble des adhérents du PS 06 à l'occasion d'une assemblée générale extraordinaire de la fédération
Il obtient l'investiture de son parti pour les élections municipales de Nice en mars 2008. Il est le seul candidat lors du scrutin interne, Patrick Mottard (son rival au sein du PS local) ayant décidé de présenter une liste hors-parti. Patrick Allemand est défait au second tour des municipales, sa liste obtenant 33,17 % des suffrages, contre 41,33 % pour Christian Estrosi (UMP) et 25,50 % pour le maire sortant, Jacques Peyrat (DVD).
Il est de nouveau investi pour mener la liste PS intitulée « Un autre avenir pour Nice » lors de l'élection municipale de 2014 à Nice, à la suite de laquelle il siège comme conseiller municipal d'opposition.
Il soutient le candidat En marche ! Emmanuel Macron pour l'élection présidentielle de 2017.

## Mandats
Conseiller régional
- 1992 - 2015 : conseiller régional de Provence-Alpes-Côte d'Azur
- 1998 - 2015 : premier vice-président du conseil régional

Conseiller général
- 1998 - 2009 : conseiller général des Alpes-Maritimes, élu dans le canton de Nice 12

Conseiller municipal
- Du 16 mars 2008 au 3 juillet 2020 : conseiller municipal de Nice

Conseiller communautaire puis métropolitain
- Depuis le 18 avril 2008 au 3 juillet 2020 : conseiller de la communauté urbaine Nice Côte d'Azur, puis de la Métropole Nice Côte d'Azur